# Isola Christmas (Kiribati)
L'isola Christmas o anche Kiritimati, (pronunciata kirismæs, parola che significa Natale in gilbertese, dall'omonimo inglese Christmas Island) è un atollo delle Sporadi Equatoriali nel Pacifico centrale, parte della Repubblica delle Kiribati.
Sono presenti sull'isola 7 380 abitanti (Gilbertesi) nel 2020. Avendo un fuso orario corrispondente a UTC+14, l'isola è il primo posto abitato al mondo in cui avviene ogni giorno il cambio di data, per cui ogni anno ricorre il Capodanno prima sull’isola Christmas che in ogni altro posto abitato (alle ore 11:00 italiane).

## Storia

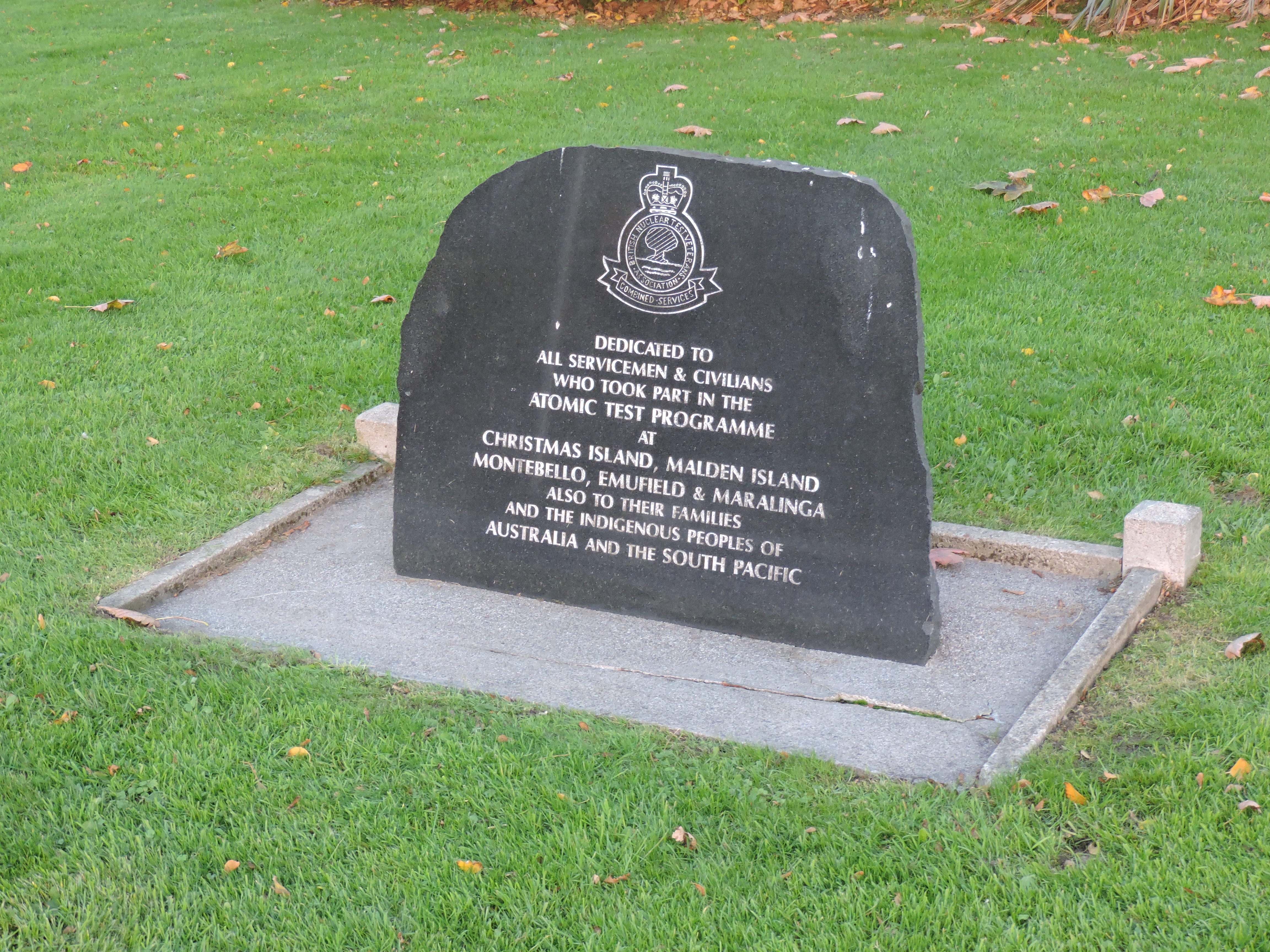
Lapide a Paisley (Scozia) alla memoria delle persone coinvolte nei test

Il nome originario è Christmas, cui la Costituzione del 12 luglio 1979 propone Kiritimati come alternativa grafica — da non confondersi con l'omonima isola di Natale nell'oceano Indiano (in inglese Christmas Island) australiana. Il nome è stato posto in ossequio alla data della riscoperta, avvenuta per opera di James Cook, nella vigilia di Natale del 1777, nel suo terzo viaggio, tra Bora-Bora e Hawaii. Allora non era più abitata. Era già stata scoperta da Hernando de Grijalva nel 1537 come Acea, come confermato da Jean-Nicolas Buache.
Appartenne dal 1919 alla colonia britannica delle isole Gilbert ed Ellice, poi dal 1976 alle isole Gilbert, poi dal 1979 alla Repubblica delle Kiribati.

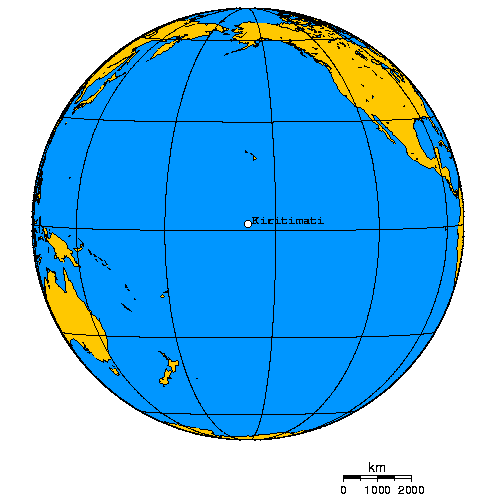
Posizione dell'isola Christmas

Il missionario francese Emmanuel Rougier la prende in affitto nel 1909 e sviluppa la piantagione di alberi da cocco. Crea i villaggi di London, Paris e Poland. La seconda guerra mondiale mette fine all'enfiteusi ma vede lo sviluppo di una guarnigione statunitense per motivi strategici, con la costruzione di un aeroporto militare dai Seabees a metà strada tra gli Stati Uniti e l'Australia.

### Test con ordigni nucleari

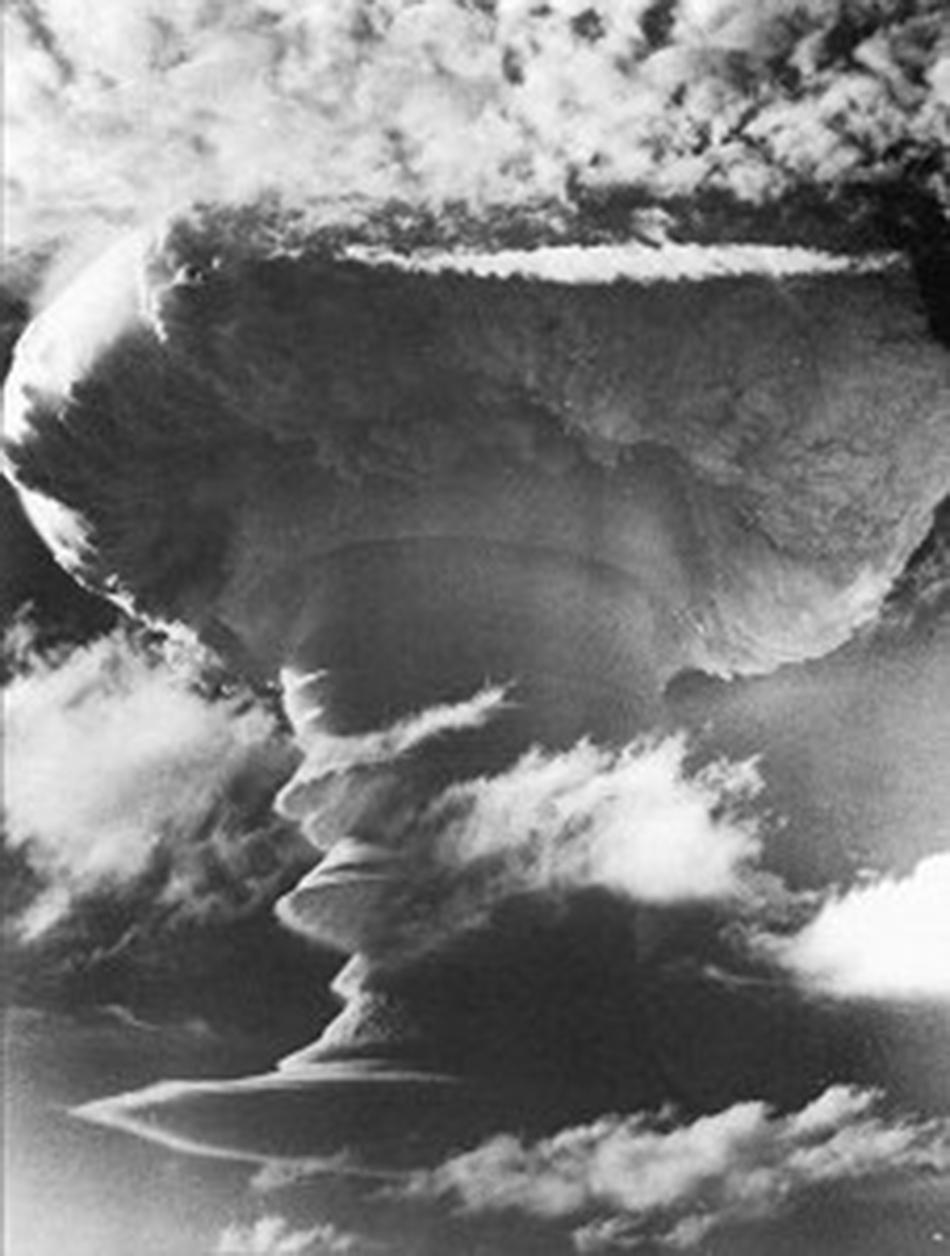
8 novembre 1957: Grapple X Round C1, il primo test nucleare britannico di successo con bomba all'idrogeno esplosa all'estremità sudest dell'isola

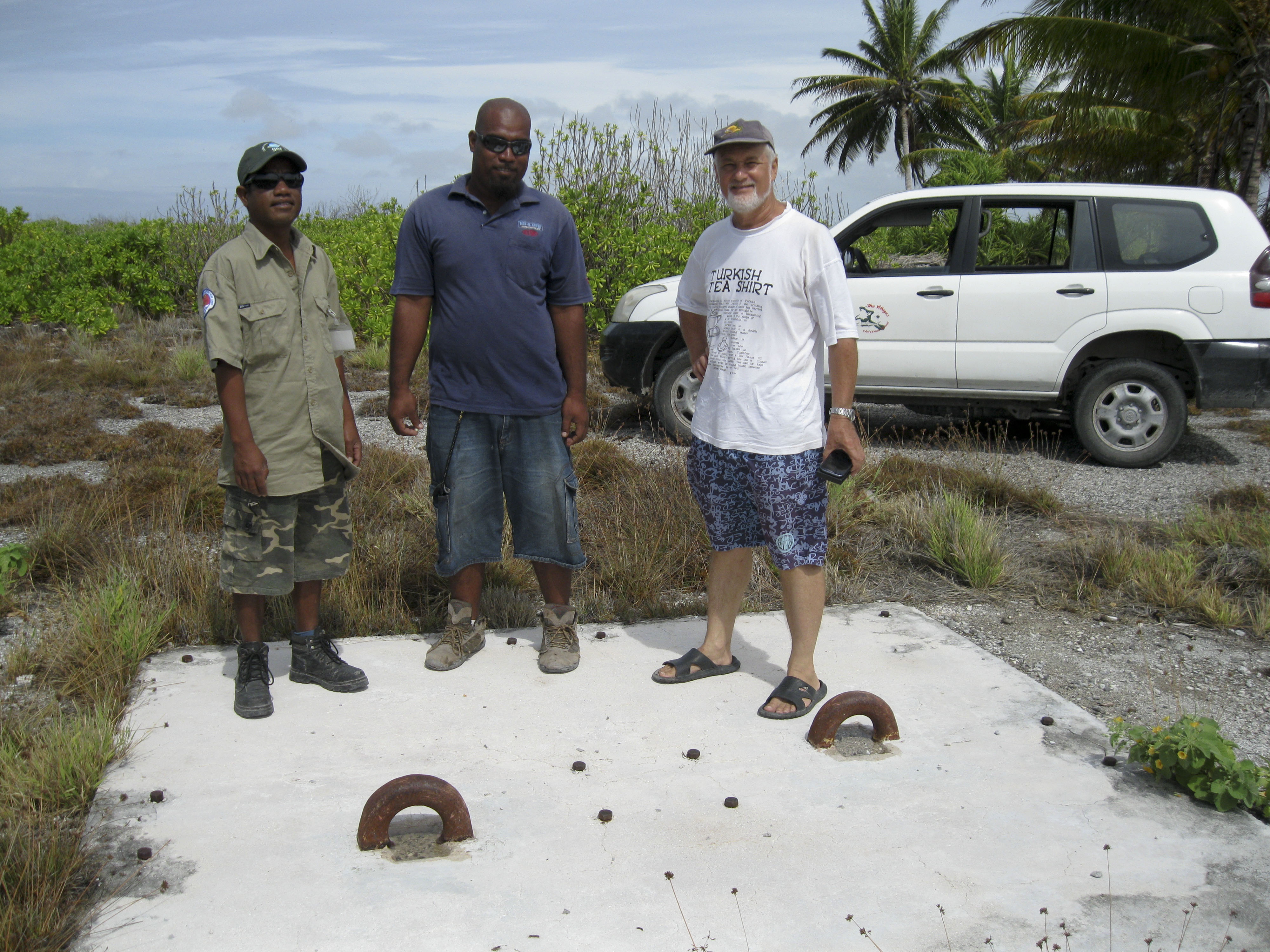
Le bombe dei test furono appese a un pallone: ecco l'ancoraggio di uno di questi palloni all'estremità orientale dell'isola

Durante la guerra fredda ci furono alcuni test nucleari nella zona dell’isola. Il Regno Unito eseguì il suo primo test riuscito con bomba all'idrogeno all'isola di Malden il 15 maggio 1957, utilizzando l'isola Christmas come base operativa. Il test comunque non diede i risultati previsti e fu ripetuto sulla punta sudest dell'isola Christmas l'8 novembre 1957. Test successivi furono effettuati nel 1958 sopra o nelle vicinanze di Christmas stessa. Gli Stati Uniti vi condussero 22 esplosioni nucleari di successo come parte dell'Operazione Dominic nel 1962. Alcuni toponimi (come Banana o Main Camp) ebbero origine quando oltre 4 000 addetti erano presenti. Nel 1969 l'interesse per Christmas cessò e gran parte delle attrezzature installate fu smantellata. Tuttavia alcuni apparati di comunicazione, trasporti e logistica furono convertiti per usi civili.
Il Regno Unito fece esplodere circa 5 megatoni di carico nucleare nelle vicinanze e direttamente sull’isola Christmas negli anni 1957/58, mentre il risultato totale delle armi nucleari testate dagli Stati Uniti nelle vicinanze dell'isola tra il 25 aprile e l'11 luglio 1962 fu di 24 megatoni. Durante i test dell'operazione britannica Grapple X, i risultati furono maggiori del previsto e vi furono alcuni danni da esplosione nelle attrezzature. Gli isolani non vennero, in genere, evacuati durante i test nucleari e i dati dell'impatto di questi sull'ambiente e sulla salute pubblica rimangono controversi.

## Geografia
Con i suoi 389 chilometri quadrati di superficie, circa metà dei quali occupati da lagune interne, a volte essiccate, è il più grande tra gli atolli del mondo. Da sola, l’isola Christmas copre il 70% del territorio delle Kiribati, composta da altri 31 atolli. Il bokikokiko è un uccello endemico delle Sporadi Equatoriali.
L'isola comprende quattro villaggi: London, Tabwakea, il più popolato con 3 001 abitanti nel 2015, Banana e Poland. Un quinto villaggio (Paris), dove risiedeva Emmanuel Rougier, è stato abbandonato. Il ministero delle isole Sporadi e della Fenice si trova a London, che è il capoluogo amministrativo.
Vicino a Banana si trova l'aeroporto Internazionale Cassidy collegato ogni settimana a Honolulu e Nadi già con Air Pacific, adesso con Fiji Airways.